# Klein Wasserburg
Klein Wasserburg ist ein Gemeindeteil der Gemeinde Münchehofe (Landkreis Dahme-Spreewald) mit ca. 15 Einwohnern.
Der Ortsteil gehörte wie folgt zu den Kreisen:
- vor 1816 Beeskow-Storkow
- 1816–1835 Teltow-Storkow;
- 1836–1950 Beeskow-Storkow;
- 1950–1952  Lübben,
- 1953 – 1990 Königs-Wusterhausen;
- 1991 –  Landkreis Dahme-Spreewald.

## Lage, Geologie und Bebauung
Die Ortschaft liegt ostsüdöstlich von Märkisch Buchholz, wenige Hundert Meter südlich der Bundesstraße 179 am Nordwestrand des Biosphärenreservats Spreewald. Während das Gebiet südlich von Klein Wasserburg landwirtschaftlich genutzt wird, befinden sich nördlich des Ortes ausgedehnte Waldflächen, welche überwiegend durch Kiefern bewaldet sind. Die Zuwegung, welche von Osten nach Westen über das Forstamt läuft, ist von einer Allee bestehend aus preußischen Friedenseichen gesäumt.
Klein Wasserburg liegt, geologisch betrachtet, am Übergang einer Endmoräne zum Sander. So ist beispielsweise das Forsthaus auf der letzten, der Endmoräne zuzuordnenden Erhebung von dem sich südlich anschließenden Feld gebaut, sodass sich vom Forsthaus ein weiter Blick über das Feld bis auf den in der Ferne liegenden Wehlaberg ergibt. Das Feld, welches unter der Bezeichnung Birkholzer Wiesen bekannt ist, ist Teil des Sanders.

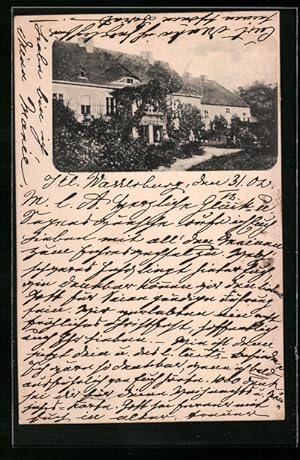
Postkarte (gelaufen 1903) vom Schloss-Gut Klein Wasserburg

Die heutige Bebauung ist historisch gewachsen und wurde seit der politischen Wende nicht mehr verändert. Das markanteste Gebäude ist das Hauptgebäude des ehemaligen Preußischen Forstamtes Klein Wasserburg, in welchem sich heute der Bundesforstbetrieb Havel-Oder-Spree des Geschäftsbereichs Bundesforst der Bundesanstalt für Immobilienaufgaben befindet. In der preußischen Zeit wurde das Forstgebäude auch als Schloss-Gut Klein Wasserburg bezeichnet. Ab 1983 wurde das Forstamt, welches zu DDR-Zeiten als Hotel umfunktioniert wurde, umfangreich rekonstruiert und der östliche als auch westliche Teil des Gebäudes wurden vollständig neu errichtet. Zum Bundesforstbetrieb gehören zudem zwei weitere Nebengebäude. In Klein Wasserburg stehen außerdem sechs Wohngebäude und fünf Ferienhäuser. Südlich liegen zwei Hofstellen, wovon eine inmitten der Birkholzer Wiese und eine andere am Dahme-Umflutkanal liegt. Süd-östlich liegt der Schießplatz des Jagdverbandes Königs Wusterhausen e.V.

## Geschichte
Die Geschichte des Orts ist stark durch die Forstwirtschaft geprägt.

### 1745–1900
Die Oberförsterei Klein Wasserburg gehörte zum Hoffideikommiss des Königs (königliche Hofkammer-Privatbesitz).
- 1745: ließ Prinz August das erste Forstgebäude errichten.
- 1772: wurde die Oberförsterei Klein Wasserburg eingerichtet.
- 1775: Försterwohnung mit zwei Feuerstellen.
- 1858: gehörten zur Obf Klein Wasserburg zwei öffentliche Gebäude (Obf., Revierf.) und neun Wirtschaftsgebäude:
  - Forstrevier Klein Wasserburg mit Forsthaus neben Oberförsterei
  - Schutzbezirk und Forsthaus Streganz in Nähe des Dorfes
  - Schutzbezirk und Forsthaus Groß Eichholz im Anschluss des Dorfes
  - Schutzbezirk und Forsthaus Neuendorf  im Dorfe
  - Schutzbezirk , Forsthaus und Forstaufseherhaus Hermsdorf in Nähe des Dorfes
  - Schutzbezirk und Forsthaus Groß Wasserburg im Anschluss des Dorfes
  - Schutzbezirk und Forsthaus Streganz in Nähe des Dorfes
  - Schutzbezirk und Forsthaus Dahme (Damm) bei der Kolonie D.
  - Schutzbezirk und Forsthaus Krausnik  in Nähe des Dorfes
  - Schutzbezirk Bugk und Forsthaus Heidemeierei
  - Forstaufseherhaus Brand in Nähe des Dorfes

- 1900:  Neun Häuser gehören zu Klein Wasserburg[3]

### 1918–1946
- 1918:  Oberförsterei Klein Wasserburg des Preußischen Staates bis 1945 ; Gebäudebestand:

1. Forstamtsgebäude mit massivem Nebengebäude (Stall/Scheune), Wagenremise, Scheune, Hühnerstall, Eiskeller, Holzschuppen und weitere
2. Revierförsterei mit Nebengebäude
3. Forstsekretärsgehöft (östlich Straße) mit Scheune
4. Kutscherkate östlich Sekretärsgehöft
5. Weiterhin befanden sich im direkten Umfeld drei Bauernstellen in der süd- und südöstlichen Umgebung (am jetzigen Standort Schießplatz; direkt ...  südlich des Forstamtsgebäudes [zwei Haupthäuser, heute eines Ruine]; und am Kanal).

- 08.11.1941: wegen schlechten Wetters finden britische Bomber nicht Berlin, das eigentliche Ziel ihrer Luftangriffe, und werfen sieben Brandbomben sowie mehrere Phosphor-Kanister auf einem Acker in Klein Wasserburg ab.[4]
- 1945 (Zweiter Weltkrieg, Ende April): Klein Wasserburg liegt im Kessel von Halbe. Sowjetische Truppen, aus Richtung Leibsch kommend, ziehen durch das Dorf weiter Richtung Märkisch Buchholz und Halbe.
- 1945: Ausbildungsobjekt für Forstlehrlinge des Staatlichen Forstwirtschaftsbetriebes Königs Wusterhausen.

- Ab 19.. :  Verkauf an die Deutsche Reichsbahn, Herrichtung als Ferienobjekt. U.a. Anbau des Flachbaues an Nebengebäude mit Sanitärräumen und Heizanlage mit Schornstein.

Für die restliche Geschichte, siehe den folgenden Abschnitt.

## Naherholungszentrum Klein Wasserburg
Mit der steigenden internationalen Anerkennung der DDR wurde die Ortschaft als Naherholungszentrum bzw. Naherholungsobjekt für Diplomaten in der DDR schrittweise ausgebaut. Klein Wasserburg lag im Herzen des Staatsdiplomatenjagdgebietes Märkisch Buchholz, welches akkreditierten Diplomaten ab den 1960er Jahren zum Jagen und Angeln diente und vom Dienstleistungsamt für Ausländische Vertretungen in der DDR (kurz: DAV) betreut wurde. Das DAV war Teil des Ministeriums für Auswärtige Angelegenheiten der DDR und stellte u. a. die Unterbringung von Diplomaten in der DDR sicher.
Wichtiges Standbein des Naherholungszentrums war auch Neu-Köthen, ein Wohnplatz des Dorfes Köthen, welcher nur ca. 2 km und wenige Reitminuten von Klein Wasserburg entfernt liegt. In Neu-Köthen wurden Bedienstete des Naherholungszentrums untergebracht, Pferde für Ausritte und Kutschfahrten bereitgehalten und weitere Ferienhäuser (insbesondere für Mitarbeitende des Außenministeriums) gebaut. Bei Köthen selbst lag ein weiteres Reitgut, welches vom DDR-Olympiasieger und Stasi-Mitarbeiter Uwe Plank betreut wurde und auf welchem praktischerweise das Wochenendhaus des DDR-Außenministers Oskar Fischer lag.
Klein Wasserburg hatte eine strategisch günstige Lage, sodass die Diplomaten, als auch z. T. hochrangige SED Politiker wie Erich Honecker, vor Ort ungestört residieren und jagen konnten. Die Diplomaten verbrachten abgeschottet von der restlichen Bevölkerung eine für sozialistische Verhältnisse untypisch luxuriöse Auszeit, wobei sie u. a. durch die Staatssicherheit installierte Wanzen und Telefonüberwachung (im Keller des Forsthauses/Hotels) regelmäßig überwacht wurden. Südlich des Dorfes lag ein großes militärisches Sperrgebiet rund um den sowjetischen Militärflughafen Brand, nordwestlich lag ebenfalls ein militärisches Sperrgebiet der NVA bei Hermsdorf Mühle, sodass die dünn besiedelte Umgebung ohnehin bereits von Sperrgebieten dominiert wurde. Der Dahme-Umflutkanal sorgte zudem dafür, dass durch die wenigen Brücken keine ungewollten Passanten zum Objekt aus Richtung Süden gelangten, welches im Übrigen auch zu großen Teilen umzäunt war.

### Historie
- 1973–1974: Kauf des Geländes durch das Außenministerium der DDR (Verkauf von der Eigentümerin, der Deutschen Reichsbahn)[6], Übergabe an das DAV als Naherholungszentrum Klein Wasserburg. Am 9. Januar 1973 beschloss Oskar Fischer, dass 15 Ferienbungalows errichtet werden sollen.
- 1975–1976: Errichtung von zunächst drei Ferienbungalows mit voller Ausstattung westlich des Forsthauses – die kommerzielle Vermietung an Diplomaten beginnt. Die Führung des Außenministeriums ist unzufrieden mit der Auslastung des Objektes, welche mit den langandauernden Bauarbeiten begründet wird.
- Ab ca. 1980: Umfangreicher Um- und Erweiterungsbau zum Betreuungsobjekt für ausländische Diplomaten mit rund 18 ständigen Bediensteten (Verwalter, Küchen- und Servierpersonal, Service und Reinigungskräfte, Handwerker, Hausmeister/Heizer).
  - im Hauptgebäude des damaligen Forstamtes, nun Hotel: mehrere Suiten und Ferienzimmer, Großküche, Serviceräume, Restaurant und Jagdzimmer
  - im Nebengebäude des Hotels: OG – Verwalterwohnung, UG – Duschen, Umkleiden, Freizeitraum mit z. B. Billard
  - Errichtung von zwei weiteren Ferienbungalows südlich des Hotels (1984)
  - Errichtung von weiteren Außenanlagen mit beheiztem Pool, Kegelbahn, Reitparcour, Bogenschießen und Großschach
  - Das Reiten und Kutschefahren, als Freizeitangebote, wurden vom Reithof in Neu-Köthen durchgeführt, wobei der Reitlehrer als Offizier im besonderen Einsatz (OibE) die Reitgäste bespitzelte.[7][8]
  - Ausbau des Fernwärmenetzes in Klein Wasserburg. Der an das Nebengebäude des Hotels angrenzende Kohleofen versorgt alle Häuser im Naherholungszentrum mit warmen Wasser und hat so viel Kapazität, dass der beim Hotel liegende Außenpool auch im Winter beheizt werden kann.
  - Zu den Freizeitangeboten gehörten weiterhin rund 10.000 ha Diplomatenjagdbezirk – betreut durch Oberförsterei (Obf) Klein Wasserburg des Staatlichen Forstwirtschaftsbetriebes Königs Wusterhausen. Dienstsitz der Obf ist die ehemalige Revierförsterei nördlich angrenzend an das Objekt. Die Dienstwohnung des Oberförsters wird östlich der ehemaligen Revierförsterei erbaut. Ein Berufsjägers wird eingestellt, dessen Dienstwohnung  das ehemalige Sekretärsgehöft östlich angrenzend an das Objekt ist. Das Sekretärsgehöft wurde 1982 hochwertig ausgebaut und der Berufsjäger ist ein ehemaliger Major der NVA.
  - im Jahr 1983 kostete der Ausbau 2,2 Mio. Mark, im Jahr 1984 rund 0,387 Mio. Mark, im Jahr 1985 nur noch rund 8.100 Mark. Zwischen 1980 und 1988 wurden insgesamt 5,4 Mio. Mark investiert.
- 1981–1986: Erdgasbohrungen an drei Bohrplätzen im Raum Märkisch Buchholz; der Erdgaslagerstättenfund war u. a. Diskussionspunkt des Zentralkomitees der SED am 20.–21. November 1986[9]. Klein Wasserburg liegt inmitten zweier Bohrungsplätze, eines nördlich der B179 und eines südwestlich des Dorfes. Nach starken Bürgerprotesten in der gesamten Umgebung, u. a. aufgrund von umweltlichen Bedenken, wurde 2018 die Stilllegung durch die Betreiberfirma Neptune Energy Deutschland beschlossen[10] und 2019 die Verfüllung durchgeführt[11].
- 1988: Beginn des Baus des hochwertig ausgestatteten Verwalterwohnhauses direkt östlich des Hauptgebäudes. Bis zur Wende unvollendet als Rohbau mit Noteindeckung, 1999 privatisiert, Wohnhaus.
- 1989: politische Wende, sämtliche Bauarbeiten kommen zum Erliegen. Bis zur Wende wurden lediglich fünf der geplanten 15 Bungalows errichtet, große Teile des ca. 6 ha eingezäunten und geplanten Areals sind unbebaut geblieben.
- 1990–1991: Klein Wasserburg ist das letzte Diplomatenferiendomizil der DDR, welches aufrechterhalten bleiben soll. Mitte 1990 kommt es zum Eklat: Jagdgesellschaften aus dem Kreis Lübben fordern, dass das Jagdgebiet wieder allen Jägern zur Verfügung stehen solle. Gefordert wurde, dass die in Klein Wasserburg wohnenden Berufsjäger unverzüglich entlassen werden sollten. Markus Meckel schaltet sich ein und verlangt, dass das Jagdgebiet als Naherholungszentrum erhalten bleiben solle. Zuvor wurden rund um die Ortschaft Schilder mit der Aufschrift „Wildeinbruch – Gefahr“ aufgestellt, um Nicht-Diplomaten fernzuhalten. Mit der Wiedervereinigung folgte die Aufgabe der Diplomatenbetreuung und die Übernahme durch die Bundesvermögensverwaltung. Das Hotel wurde zum Bundesforstamt Neubrück umfunktioniert – seit 2005 ist es Dienstsitz des Bundesforstbetriebes Havel-Oder-Spree (Bundesanstalt für Immobilienaufgaben). Sämtliche nicht dem Bundesforstamt zugehörigen Häuser wurden privatisiert. Die Infrastruktur wurde Mitte der 90er Jahre von Fernwärme auf Gasheizungen umgerüstet, die Stromleitungen wurden vom Sammelpunkt beim Verwalterhaus auf die einzelnen Gebäude aufgeteilt und die Telefonleitungen, welche zuvor u. a. dem Abhören dienten, wurden von der Telekom umgelegt.

### Aufenthalte bedeutender Persönlichkeiten
- 18. Oktober 1976: Charles Samba Cissoko, Außenminister der Republik Mali.[12]
- 20. August 1978: Phoun Sipaseuth, Außenminister und stellvertretender Staatsratsvorsitzender der Laotischen Revolutionären Volkspartei. Das MfAA lud ihn in Begleitung von DDR-Diplomaten Franz Jahsnowski, Rolf Berthold und Günter Horn zur Jagd, Rundfahrt und Abendessen ein.[13]
- 29. Mai 1979: Petyr Mladenow mit Gattin Galja, späterer Generalsekretär und Staatsratsvorsitzender der Bulgarischen Kommunistischen Partei, zu diesem Zeitpunkt als Außenminister Bulgariens tätig. Auf dem Tagesprogramm stand eine Jagd und ein anschließendes Abendessen in Klein Wasserburg, bei dem auch Oskar Fischer mit Gattin Margit sowie MfAA-Diplomaten Herbert Krolikowski und Manfred Schmidt beiwohnten. Der insgesamt zweitägige Aufenthalt wurde vorab aufgrund seiner Wichtigkeit minutiös durchgeplant.[14]
- 1. Juli 1979: Ștefan Andrei, Außenminister der Sozialistischen Republik Rumänien.[15]